# Hopperghausen
Hopperghausen ist ein untergegangenes Dorf der heutigen Stadt Bad Berleburg im Kreis Siegen-Wittgenstein in Nordrhein-Westfalen. Hopperghausen gehörte anfänglich zum Kirchspiel Elsoff, später zur Kirche in Girkhausen.

## Lage
Der Ort lag in der Mitte von Christianseck und der Einzelsiedlung Latzbruch in einem Seitental auf einer Höhe von 550 m ü. NN, fünf Kilometer östlich von Bad Berleburg.

## Geschichte
Im Jahr 1395 verkauft Gerlach von Diedenshausen seinen kompletten Anteil am Dorf an Brosken von Viermünden. Die Berleburger Chronik spricht Ende des 16. Jahrhunderts von der Wüste zu Hoppertshausen.

## Frühere Namen
- 1395 – Hopperchusenn
- 1570 – Hopperkhausen
- 1590 – Hoppertshausen